# Palaina doliolum
Palaina doliolum је пуж из реда Architaenioglossa. 

## Угроженост
Подаци о распрострањености ове врсте су недовољни.

## Распрострањење
Микронезија је једино познато природно станиште врсте.

## Станиште
Врста Palaina doliolum има станиште на копну.